# 穆合特热木·谢日甫江
穆合特热木·谢日甫江，维吾尔族，新疆托克逊县人，新疆伊斯兰教人士，乌鲁木齐市洋行清真寺伊玛目。

## 生平
穆合特热木·谢日甫江的父亲是谢日甫江·阿不都拉大毛拉，曾任乌鲁木齐市洋行清真寺伊玛目。谢日甫江·阿不都拉有十多个子女，大部分接受过高等教育。谢日甫江·阿不都拉有一个儿子（穆合特热木·谢日甫江）和一个孙子也成为伊斯兰教职业宗教人士。
谢日甫江·阿不都拉卸任后，穆合特热木·谢日甫江接替父亲担任洋行清真寺伊玛目。他还担任新疆维吾尔自治区伊斯兰教协会副秘书长。
2013年1月17日，政协新疆维吾尔自治区第十届委员会常务委员会第二十次会议通过了政协新疆维吾尔自治区第十一届委员会委员名单，穆合特热木·谢日甫江成为政协新疆维吾尔自治区第十一届委员会宗教界委员。
2014年4月30日上午，在新疆维吾尔自治区考察的中共中央总书记、中华人民共和国主席习近平访问洋行清真寺，与该寺伊玛目穆合特热木·谢日甫江、理事长白克力·亚克甫等人交谈。